# Javonte Douglas
Javonte Douglas (nacido el 1992 en Charlotte, Carolina del Norte, Estados Unidos) es un jugador de baloncesto de nacionalidad norteamericana. Con 2,03 metros de estatura oficial, juega principalmente en la posición de ala-pívot, pudiendo actuar también como alero.

## Trayectoria
Tras iniciar su formación en la NJCAA pasando por el Hill College y el College of Central Florida, ingresó en la Universidad de Old Dominion con sede en Norfolk (estado de Virginia), de donde fue expulsado debido a problemas extradeportivos. De allí pasó a la Universidad de Montevallo (estado de Alabama), pasando un año sin jugar en aplicación de las normas de la NCAA. En su último año universitario, en el que su equipo participó en la Division II de la NCAA, promedió 24,2 puntos, 11,3 rebotes y 1,8 tapones por partido, siendo uno de los jugadores más destacados de la competición.
Terminada su carrera universitaria, firmó en mayo de 2017 su primer contrato profesional con el Club Sol de América, equipo de Asunción (Paraguay). Seguidamente firmó para el Taranaki Mountain Airs, club de la liga neozelandesa. En 2018/19 jugó la liga checa con el Olomoucko Prostejov, promediando 20.4 puntos, 9.7 rebotes y 3 asistencias por encuentro.